# ماريا ديميتروفا
ماريا ديميتروفا (بالإنجليزية: María Dimitrova) هي لاعبة كاراتيه دومينيكية، ولدت في 11 أكتوبر 1985 في بلغاريا.

## روابط خارجية
- ماريا ديميتروفا على موقع KarateRec.com (الإنجليزية)
- ماريا ديميتروفا على موقع الجمعية الدولية للألعاب العالمية (الإنجليزية)